# Selbach (Brazília)
Selbach egy község (município) Brazíliában, Rio Grande do Sul állam középső fennsíkján (Planalto Médio). Neve nem a németországi Selbachtól ered, hanem Jacob Selbach Júnior ezredes tiszteletére nevezték el így, akinek a birtokán kialakult a településmag. 2021-ben népességét 5114 főre becsülték.

## Története
A mai Selbach területe Carazinho részét képezte, amelynek termékeny földjein a 19. században mezőgazdasággal foglalkoztak. A rabszolgaság felszámolása azonban visszavetette a mezőgazdaságot, és a vidék hanyatlásához hozzájárult az 1893-as föderalista forradalom pusztítása is. Az elhagyatott birtokokat a tulajdonosok gyarmatosító társaságoknak vagy magánszemélyeknek adták el. Selbach területét 1897-ben vásárolta meg Jacob Selbach Júnior ezredes, 1905-re pedig településmag alakult ki, ahol német származású bevándorlók telepedtek le. 1907-ben katolikus kápolnát avattak. 1912–1914 között a kis birtokokra osztott területen további bevándorlók telepedtek le, akik a környező nagyobb településekről érkeztek, és az őserdőtől elhódított területen kukoricát, babot, búzát, dohányt, maniókát, burgonyát termesztettek. Selbach ezredes azok letelepedését szorgalmazta, akik katolikus németeknek vallották magukat, és képesek voltak önellátó gazdálkodást folytatni. 1929-ben a Coesfeld-i Notre Dame nővérei (Congregação das Irmãs de Notre Dame) érkeztek a településre, hogy az egészségügy és a keresztény nevelés területén dolgozzanak.
Selbach kezdetben Passo Fundo község Boa Esperança részéhez tartozott, majd 1931-ben az abból kivált Carazinho kerülete, 1954-ben pedig Tapera kerülete lett. 1965-ben népszavazás útján függetlenedett Taperától és 1966-ban önálló községgé alakult. Néhányszor felmerült nevének megváltoztatása, de végül Selbach maradt.

## Leírása
Székhelye Selbach, további kerületei Arroio Grande és Floresta. Domborzata nagyrészt sík, melyet szójatermesztésre és tejelő szarvasmarhák tenyésztésére használnak. A mezőgazdaság mellett a gazdaság jelentős részét a szolgáltatások teszik ki. Éghajlata nedves szubtrópusi, forró nyarakkal és hideg telekkel. Német és katolikus jellegét ma is őrzi.